# Bouille (fromage)
Pour les articles homonymes, voir Bouille.
La bouille est un fromage inventé à la fin du XIXe siècle par Mme Dupuis à La Bouille dans la Seine-Maritime.
C’est un fromage double crème à base de lait de vache, à pâte molle à croûte fleurie, de 60 % de matières grasses, d’un poids moyen de 500 grammes, qui se présente sous forme d’un cylindre de 7 cm de diamètre.
Il existe une version « réduite » de la bouille, pesant la moitié de son poids, sous le nom de « Monsieur Fromage ».